# Филмов фестивал в Карлови Вари
Международният филмов фестивал в Карлови Вари в Западна Чехия (на чешки: Mezinárodní filmový festival Karlovy Vary) се провежда ежегодно през юли.
Фестивалът е утвърдил позицията си на най-значимия кинофестивал в Централна и Източна Европа. Открит е за обществеността и обикновено се посещава от много млади хора от цяла Европа.

## История
Кинофестивалът датира от 1946 г., когато в 2 града – Марианске Лазне и Карлови Вари, се провежда кинофестивал без състезателен характер, в който взимат участие 7 държави. През 1948 г. фестивалът се установява трайно в Карлови Вари и придобива конкурсен статус.
До 1958 г. се провежда ежегодно, с изключение на 1953 и 1955 г. В периода 1960 – 1992 г. фестивалът се редува с Московския филмов фестивал. От 1994 г. фестивалът в Карлови Вари започва да се провежда отново ежегодно.
През 1960 г. получава най-престижната в бранша международна категория „А“.
Критична за фестивала се оказва 1989 г. – годината на Нежната революция в Чехия. Разразилите се протестни и революционни събития поставят под въпрос организирането на кинофестивала за годината и неговото бъдеще като цяло. В програмата за 1990 г. са включени чехословашки филми, цензурирани през последните години от комунистическия ред. Това, заедно с появата на значими гости от международното кино, като Милош Форман, Линдзи Андерсън, Анет Бенинг и Робърт де Ниро, помага за спасяването на кинофестивала.
Въпреки положените усилия за спасяването му, бъдещето на фестивала продължава да бъде несигурно, поради силни финансови проблеми и липса на интерес от страна както на правителството, така и на организаторите и зрителите. Сериозните проблеми довеждат до закриването на фестивала през 1992 г.
През 1993 г. е основана фондация към кинофестивала в Карлови Вари, в която участие имат чешкото министерство на културата и управата на града и която помага на фестивала да се възроди. През 1994 г. фестивалът започва напълно нова традиция и самостоятелен живот.

## Награди

### Голяма награда
Голямата награда на фествала е Кристален глобус, присъждан в следните категории.
- „Най-добър игрален филм“

В конкурса могат да участват само филми, създадени след 1 януари на предишната година и неучаствали в конкурсната програма на други международни фестивали. Избраните прожекции обикновено са световни, международни или европейски премиери. Наградният фонд се разпределя поравно между режисьора и продуцента.
- „Специална награда на журито“
- „Най-добър режисьор“
- „Най-добра актриса“
- „Най-добър актьор“
- „Специално отличен от журито филм“

### Най-добър документален филм
Присъжда се в категориите:
- „Най-добър документален филм под 30 мин.“
- „Най-добър документален филм над 30 мин.“
- „Специално отличен от журито документален филм“

### На Изток от Запад
В секцията могат да участват филми, създадени след 1 януари на предишната година.

### Кристален глобус за изключителен принос към световното кино
Всяка година фестивалът отличава поне две забележителни фигури от световното и чешкото кино.

### Награда на президента на фестивала
Присъжда се на актьори, режисьори и продуценти, които са допринесли фундаментално за развитието на филмовата индустрия – в тяхната държава или на световно ниво.

### Награда на публиката
Публиката избира най-добър филм и наградата се връчва по време на гала вечерята при закриването на фестивала.

## Български филми и филмови дейци, отличавани на фестивала
- Катя Паскалева, 1976 – Отличие за принос в развитието на световното кино
- Вилна зона“, 1976 – специалната награда на журито, режисьор Едуард Захариев
- Български майстори“, 1979 – втора награда за документален филм на Александър Обрешков
- Обърната елха“, копродукция България-Германия, 2006 – „Специално отличие“ в раздела „На Изток от Запад“
- Маймуни през зимата“, копродукция България-Германия, 2006 – награда „На Изток от Запад“
- „Проблемът с комарите и други истории“, 2007 – „Специално отличен от журито документален филм над 30 мин.“ режисьор Андрей Паунов, сценарий Лилия Топузова и Андрей Паунов
- „Шивачки“, 2008 – „Специално отличие“ в раздела „На Изток от Запад“
- „Пленен“, копродукция Русия-България, 2008 – „Най-добър режисьор“ (Алексей Учител)
- „А сега накъде“, 1988 – Наградата на УНИАТЕК и Наградата на СИДАЛК
- „А днес накъде?“, 2008 – Специално събитие в програмата „На Изток от Запад“ и световна премиера
- Бащата“, 2019 – печели Кристален глобус